# Јошева (Лозница)
Јошева је насељено место града Лознице у Мачванском округу. Према попису из 2022. била су 963 становника.
Овде се налази Црква Васкрсења Господњег у Јошеви. О овом месту постоји монографија „Јошева лозничка”, аутора Милојка Урошевића.

## Галерија
- Дом културе
- Споменик испред школе
- Зграда школе
- Лето у селу

## Демографија
У насељу Јошева живи 847 пунолетних становника, а просечна старост становништва износи 37,4 година (35,9 код мушкараца и 38,9 код жена). У насељу има 350 домаћинстава, а просечан број чланова по домаћинству је 3,20.
Ово насеље је углавном насељено Србима (према попису из 2002. године), а у последња три пописа, примећен је пад у броју становника.
|  |

| Демографија | Демографија | Демографија |
| Година      | Становника  | Становника  |
| ----------- | ----------- | ----------- |
| 1948.       | 1.245       |             |
| 1953.       | 1.329       |             |
| 1961.       | 1.346       |             |
| 1971.       | 1.190       |             |
| 1981.       | 1.228       |             |
| 1991.       | 1.207       | 1.162       |
| 2002.       | 1.123       | 1.266       |
| 2011.       | 1.037       |             |
| 2022.       | 963         |             |

| Етнички састав према попису из 2002.‍ | Етнички састав према попису из 2002.‍ | Етнички састав према попису из 2002.‍ | Етнички састав према попису из 2002.‍ | Етнички састав према попису из 2002.‍ |
| ------------------------------------ | ------------------------------------ | ------------------------------------ | ------------------------------------ | ------------------------------------ |
|                                      |                                      |                                      |                                      |                                      |
| Срби                                 | Срби                                 |                                      | 977                                  | 86,99%                               |
| Роми                                 | Роми                                 |                                      | 143                                  | 12,73%                               |
| непознато                            | непознато                            |                                      | 1                                    | 0,08%                                |

| Година пописа     | 1948. | 1953. | 1961. | 1971. | 1981. | 1991. | 2002. |
| ----------------- | ----- | ----- | ----- | ----- | ----- | ----- | ----- |
| Број домаћинстава | 193   | 213   | 235   | 246   | 291   | 335   | 350   |

| Број чланова      | 1  | 2  | 3  | 4  | 5  | 6  | 7 | 8 | 9 | 10 и више | Просек |
| ----------------- | -- | -- | -- | -- | -- | -- | - | - | - | --------- | ------ |
| Број домаћинстава | 73 | 75 | 48 | 74 | 47 | 21 | 5 | 5 | 0 | 2         | 3,20   |

| Пол    | Укупно | Неожењен/Неудата | Ожењен/Удата | Удовац/Удовица | Разведен/Разведена | Непознато |
| ------ | ------ | ---------------- | ------------ | -------------- | ------------------ | --------- |
| Мушки  | 465    | 172              | 263          | 22             | 8                  | 0         |
| Женски | 442    | 75               | 271          | 88             | 8                  | 0         |
| УКУПНО | 907    | 247              | 534          | 110            | 16                 | 0         |

| Пол    | Укупно                    | Пољопривреда, лов и шумарство | Рибарство                            | Вађење руде и камена | Прерађивачка индустрија       |
| ------ | ------------------------- | ----------------------------- | ------------------------------------ | -------------------- | ----------------------------- |
| Мушки  | 274                       | 154                           | 0                                    | 0                    | 47                            |
| Женски | 137                       | 101                           | 0                                    | 0                    | 11                            |
| УКУПНО | 411                       | 255                           | 0                                    | 0                    | 58                            |
| Пол    | Производња и снабдевање   | Грађевинарство                | Трговина                             | Хотели и ресторани   | Саобраћај, складиштење и везе |
| Мушки  | 2                         | 15                            | 24                                   | 2                    | 10                            |
| Женски | 0                         | 0                             | 8                                    | 1                    | 0                             |
| УКУПНО | 2                         | 15                            | 32                                   | 3                    | 10                            |
| Пол    | Финансијско посредовање   | Некретнине                    | Државна управа и одбрана             | Образовање           | Здравствени и социјални рад   |
| Мушки  | 1                         | 6                             | 2                                    | 3                    | 2                             |
| Женски | 0                         | 0                             | 2                                    | 8                    | 2                             |
| УКУПНО | 1                         | 6                             | 4                                    | 11                   | 4                             |
| Пол    | Остале услужне активности | Приватна домаћинства          | Екстериторијалне организације и тела | Непознато            | Непознато                     |
| Мушки  | 1                         | 0                             | 0                                    | 5                    | 5                             |
| Женски | 1                         | 0                             | 0                                    | 3                    | 3                             |
| УКУПНО | 2                         | 0                             | 0                                    | 8                    | 8                             |